# Doe nou niet (Rolf Sanchez & La$$a)
Doe nou niet is een lied van de Nederlandse zanger Rolf Sanchez en producer La$$a. Het werd in 2021 als single uitgebracht.

## Achtergrond
Doe nou niet is geschreven door Yves Lassally, Alex van der Zouwen, Rolf Sanchez, Adriaan Persons, Gyo Kretz, Paul Sinha en Andy Clay en geproduceerd door La$$a. Net als de meeste nummers van Sanchez is het een popnummer dat deels in het Nederlands en deels in het Spaans wordt gezongen. In het lied vertelt de liedverteller over dat hij zijn geliefde aantrekkelijk vindt als ze ruzie hebben. Het is de eerste keer dat de twee samen als artiesten op een track staan, al was La$$a wel al producer bij onder andere de hitsingles Más Más Más en Ven ven van Sanchez.

## Hitnoteringen
De artiesten hadden weinig succes met het lied in de Nederlandse hitlijsten. De Single Top 100 werd niet bereikt en er was ook geen notering in de Top 40. Bij laatstgenoemde was er wel de 22e plaats in de Tipparade.